# Gardénia (keresztnév)
A Gardénia női név, mely az azonos nevű dísznövény nevéből lett alkotva, ami viszont Garden angol botanikusról kapta a nevét.

## Gyakorisága
Az 1990-es években szórványos név, a 2000-es években nem szerepel a 100 leggyakoribb női név között.

## Névnapok
- május 10.[2]
- december 9.[2]